# Coleosporium asterum
Coleosporium asterum är en svampart som först beskrevs av Dietel, och fick sitt nu gällande namn av Syd. & P. Syd. 1914. Coleosporium asterum ingår i släktet Coleosporium och familjen Coleosporiaceae.   Inga underarter finns listade i Catalogue of Life.